# 破曉號

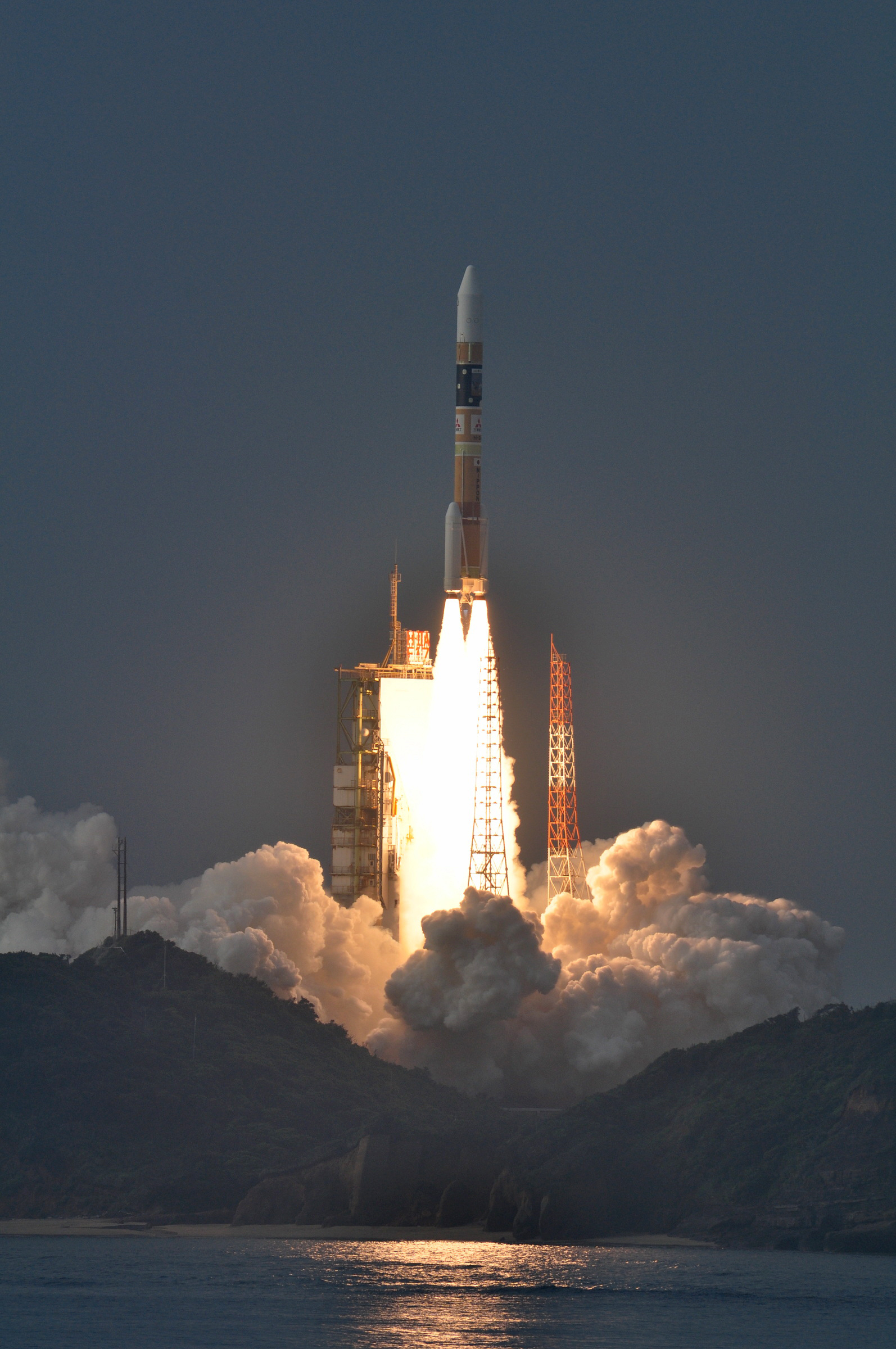
破晓号的发射。

破曉號（日语： Akatsuki / ，開發名稱為PLANET-C；又稱為Venus Climate Orbiter，金星氣候衛星，或譯為黎明號）是日本宇宙航空研究開發機構的行星探測計劃，是PLANET計畫的第三顆，也是日本第一個金星探测器，同時還是世界第一個非地球的行星氣象衛星。在日本當地時間2010年5月21日6時58分22秒由H-II運載火箭發射升空。
計畫的主要目的在於探测金星大氣的「超自轉」現象。2010年12月7日到達金星軌道，並且進行投入軌道的動作，但是失敗而沒有進入金星周回軌道。在飛行器繞太陽五年之後，工程師們通過點火其姿態控制推進器20分鐘而進入一個替代的橢圓形金星軌道，JAXA于2015年12月9日下午六点宣布破晓号于2015年12月7日成功进入金星轨道。破曉號通過使用五種不同的攝像機研究其大氣層分層、大氣動力學和雲物理學。

## 任务
破晓号是日本探测金星的太空任务。计划的观察包括用来自环绕金星的轨道与红外摄像机观察云和表面成像，其目的是对于复杂的金星气象学调查。其它的实验目的是确认闪电的存在，并确定是否目前正在发生的金星火山。在大多数行星，大气循环比行星的旋转速度慢得多。然而，金星赤道上旋转速度为6公里/小时，但是金星大气层围绕金星旋转风速为300公里/小时。

### 飞船设计
主平台是1.45乘1.04乘1.44米（4.8乘3.4乘4.7英尺）盒子带有两个太阳能电池阵列，每个具有约 1.4 m2（15 sq ft）的面积。在金星轨道上，太阳能阵列提供的功率为700W。飞船发射时的总质量517.6（1,141磅）。科学载荷的质量为34（75磅）.。
破曉號的設計基本上承襲隼鳥號，但最大的不同是主推力來自於以氮化矽（Si3N4）為噴嘴的陶瓷引擎。

### 儀器
科學載荷包括6台儀器：雷電大氣光線攝影機（LAC），一個紫外線攝影機（UVI），一個長波紅外攝像機（LIR），一個1 μm攝影機（IR1），一個2 μm攝影機（IR2），和無線電科技（RS）的實驗。五個成像攝像機將在從紫外線到中紅外線波長上探索金星。
IR1、IR2
近紅外線攝影機: 探测金星表面的热辐射。如果存在火山，将帮助研究人员找到活火山。2016年12月9日發生故障，2017年3月3日JAXA 宣布將暫停兩個相機相關的科學觀測，在地面進行研究修復，並發送命令定期打開兩個相機測試。
LIR
中間紅外線攝影機: LIR將在高空雲放出熱量的波長（10 μm）上研究的雲結構。
UVI
紫外線攝影機: UVI将在紫外线波长（293-365nm）上研究特定的大气气体的分布，例如二氧化硫。
LAC
雷電大氣光線攝影機: LAC將尋找在552到777nm可見光波長的閃電。

## 公共关系
JAXA在宣傳上將隼鳥號、破曉號、伊卡洛斯和導引號一同擬人化，並稱呼為「隼鳥兄(はやぶさ兄さん)」、「破曉(あかつきくん)」、「伊卡洛斯(イカロスくん)」和「導引小姐(みちびきさん)」，並且也幫金星擬人化，在公式Twitter上能夠看到四架擬人化的衛星互相對話 的場面。

## 外部連結
- 破曉號任務官方網頁 （页面存档备份，存于）
- 破曉號團隊&個人Twitter （页面存档备份，存于）
- ISAS(日本宇宙科學研究所)的破曉號介紹網頁
- JAXA的破曉號&伊卡洛斯升空特設官網 （页面存档备份，存于）